# Конвенція про континентальний шельф
Конве́нція про континента́льний шельф — юридично обов'язкова для держав-учасниць міжнародна угода щодо суверенних прав на дослідження та розробку природних ресурсів континентального шельфу; прокладання або обслуговування підводних кабелів або трубопроводів; режиму, що регулює судноплавство, рибальство, наукові дослідження та юрисдикцію прибережної держави в цих районах; тунелювання тощо.